# Zygaena exulans

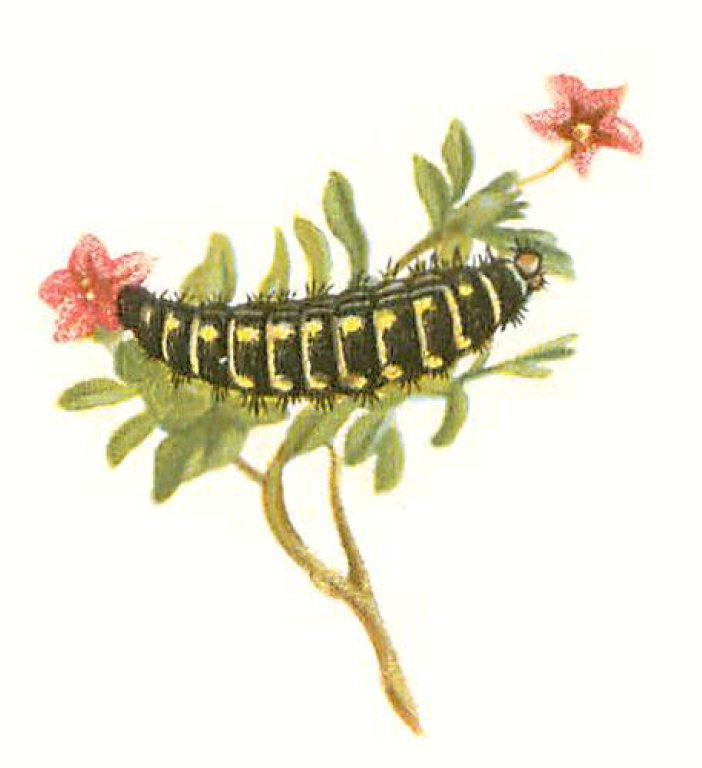
Omidă

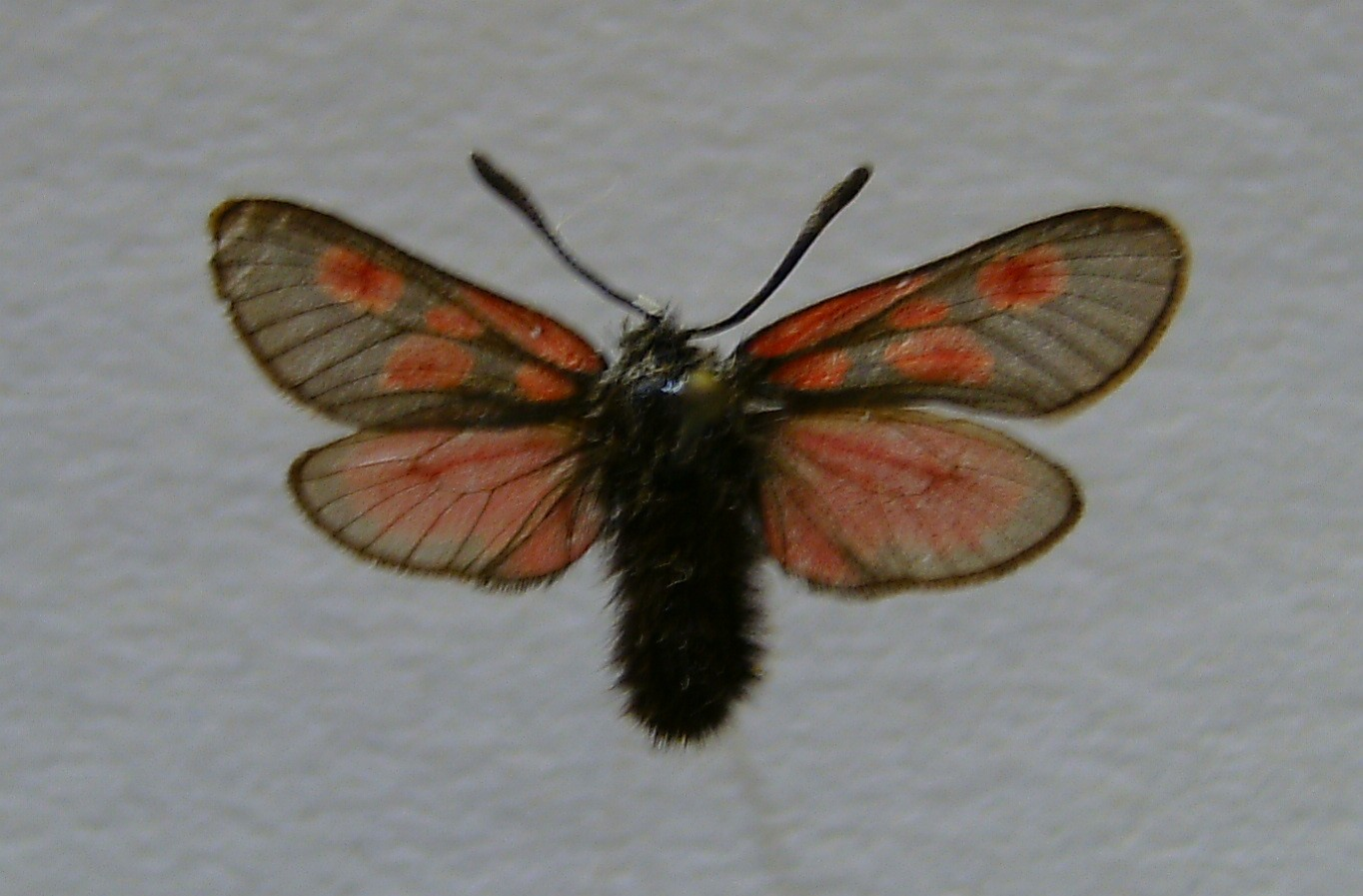
Specimen dintr-o colecţie

Zygaena exulans este o specie de molie din familia Zygaenidae.
Specia este răspândită în zonele montane din Europa Centrală, Scoția Scandinavia și Rusia de Nord.

## Subspeciii
- Zygaena exulans exulans
- Zygaena exulans abruzzina Burgeff, 1926
- Zygaena exulans apfelbecki Rebel, 1910
- Zygaena exulans pyrenaica Burgeff, 1926
- Zygaena exulans subochracea White, 1872
- Zygaena exulans vanadis Dalman, 1816